# Contea di Long (Baoji)
La contea di Long (陇县S, Lǒng XiànP) è una contea della Cina, situata nella provincia dello Shaanxi e amministrata dalla prefettura di Baoji.